# シヴェーリア公国
シヴェーリア公国（シヴェーリアこうこく、ウクライナ語: Сі́верське кня́зівство）は、1097年から1523年にかけてシヴェーリア地方に存在した公国である。ノーウホロド＝シーヴェルシクィイ公国（Но́вгород-Сі́верське кня́зівство）ともいう。

## 歴史
最初はキエフ大公国の分国、チェルニーヒウ公国の行政的単位であったが、12世紀に事実上の自治公国となった。都は現在のノーウホロド＝シーヴェルシクィイ（ウクライナ）に置かれた。12世紀末にシヴェーリア公国からクルスク公国、プティーブリ公国、ルィーリシク公国が分立した。リューリク朝オーリホヴィチ家によって支配された。キエフ大公の座を巡る内訌に積極的に参加し、しばしば南方の敵であるキプチャク人と争った。シヴェーリア公家による欽察人との戦争は『イーゴリ遠征物語』において謳われている。1240年にキエフ大公国が滅亡すると、ジョチ・ウルスの属国となった。14世紀半ばにリトアニア大公国の支配下に入ったが、公家はリューリク朝からゲディミナス朝に交代した。1503年にモスクワ大公国に征服され、1523年に公座の廃止にともなって滅亡した。